# Phrissotrichum boiteli
Phrissotrichum boiteli é uma espécie de insetos coleópteros polífagos pertencente à família Apionidae.
A autoridade científica da espécie é Normand, tendo sido descrita no ano de 1939.
Trata-se de uma espécie presente no território português.